# Bergern (Bad Berka)
Bergern ist ein Ortsteil der Stadt Bad Berka im Landkreis Weimarer Land in Thüringen.

## Geografie
Bergern liegt auf dem flachen Osthang des mit Wald bedeckten Hexenberges in einer Höhe von 396 m ü. NN. Die Bundesstraße 85 führt von Bad Berka kommend nach Weimar führend durch den Ort und unterführt die Bundesautobahn 4 mit Anschluss bei Gelmeroda.

## Geschichte
Am 10. März 1241 erfolgte die urkundliche Ersterwähnung. In den Unterlagen von Bad Berka ist die Jahreszahl 1534 angegeben.
Der Name des Ortes wird als Die bei den Bergen wohnen übersetzt. Das Dorf gehörte im Mittelalter zur Herrschaft Berka, später kam es unter die Gerichtsbarkeit des Rittergutes in Bergern. Es gab ein Rittergut sowie Mittel- und Kleinbauern. Unter dem Dreißigjährigen Krieg hatte das Dorf genau so zu leiden wie unter der Schlacht bei Jena und Auerstedt.
Ortsteilbürgermeister seit 2014 ist Rolf Kirchner.

## Kultur und Sehenswürdigkeiten

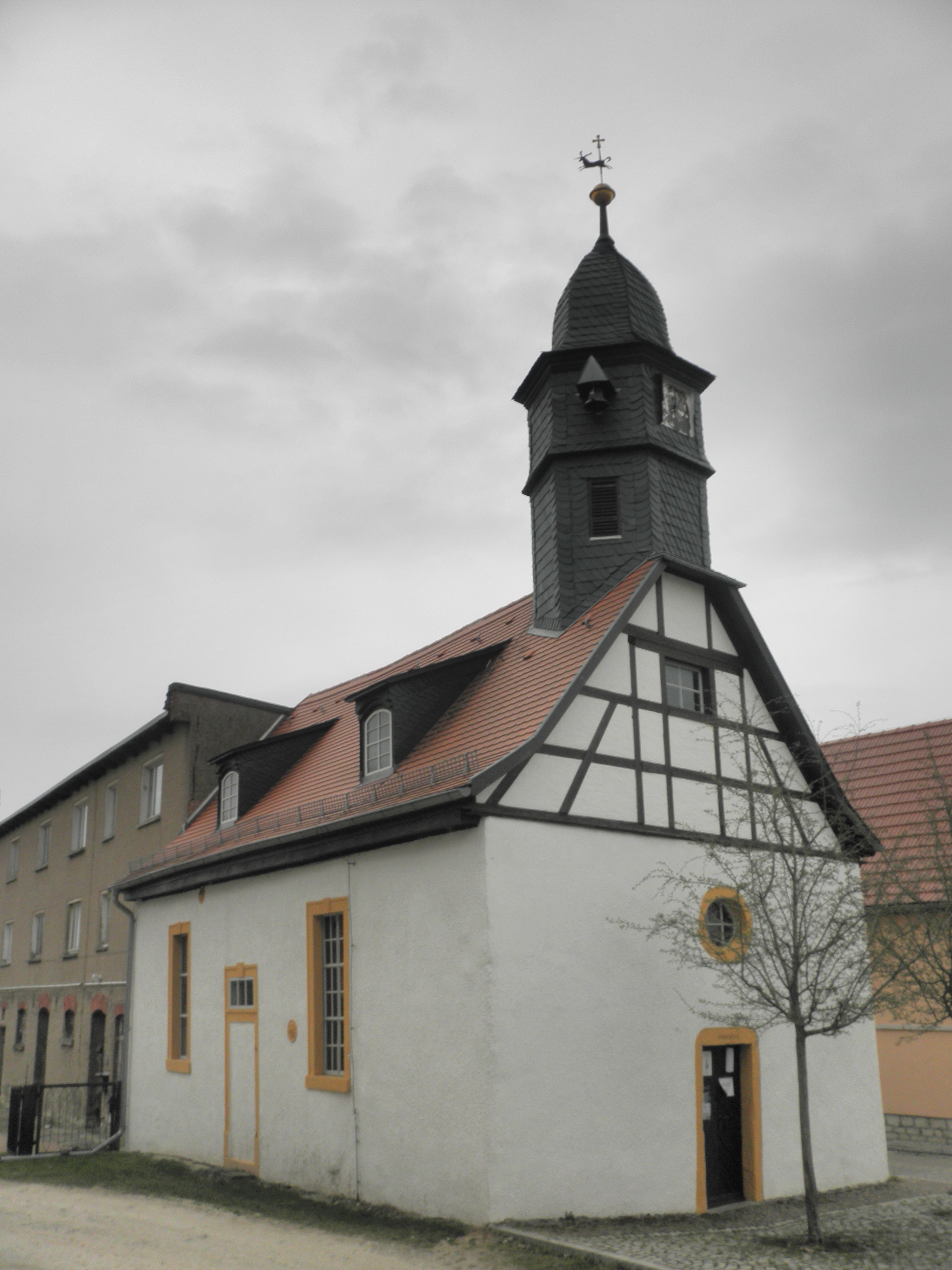
Kirche „Zum Kripplein Christi“ in Bergern

Die Dorfkirche wurde 1693 ein Opfer von Kriegshandlungen und man baute zunächst als Ersatz einen Schafstall zur Kirche um. 1696 war eine neue Kirche errichtet und erhielt daher den Namen „Zum Kripplein Christi“. Um 1880 erhielt die Kirche eine neue Orgel aus der Werkstatt von Adam Eifert aus Stadtilm, einer der Vorgänger von Orgelbau Schönefeld. Seit 2007 begann der irisch-amerikanische Künstler Matt Lamb mit der bildlichen Ausstattung der Kirche als Darstellung der christlichen Heilsgeschichte. Die Einwohner von Bergern beteiligten sich aktiv daran. Die Außenrenovierung ist von einer Fachfirma vorgenommen worden. 2008 wurde die Kirche, auch mit Besuch des Thüringer Ministerpräsidenten Dieter Althaus, feierlich der Gemeinde wieder übergeben.

## Wirtschaft

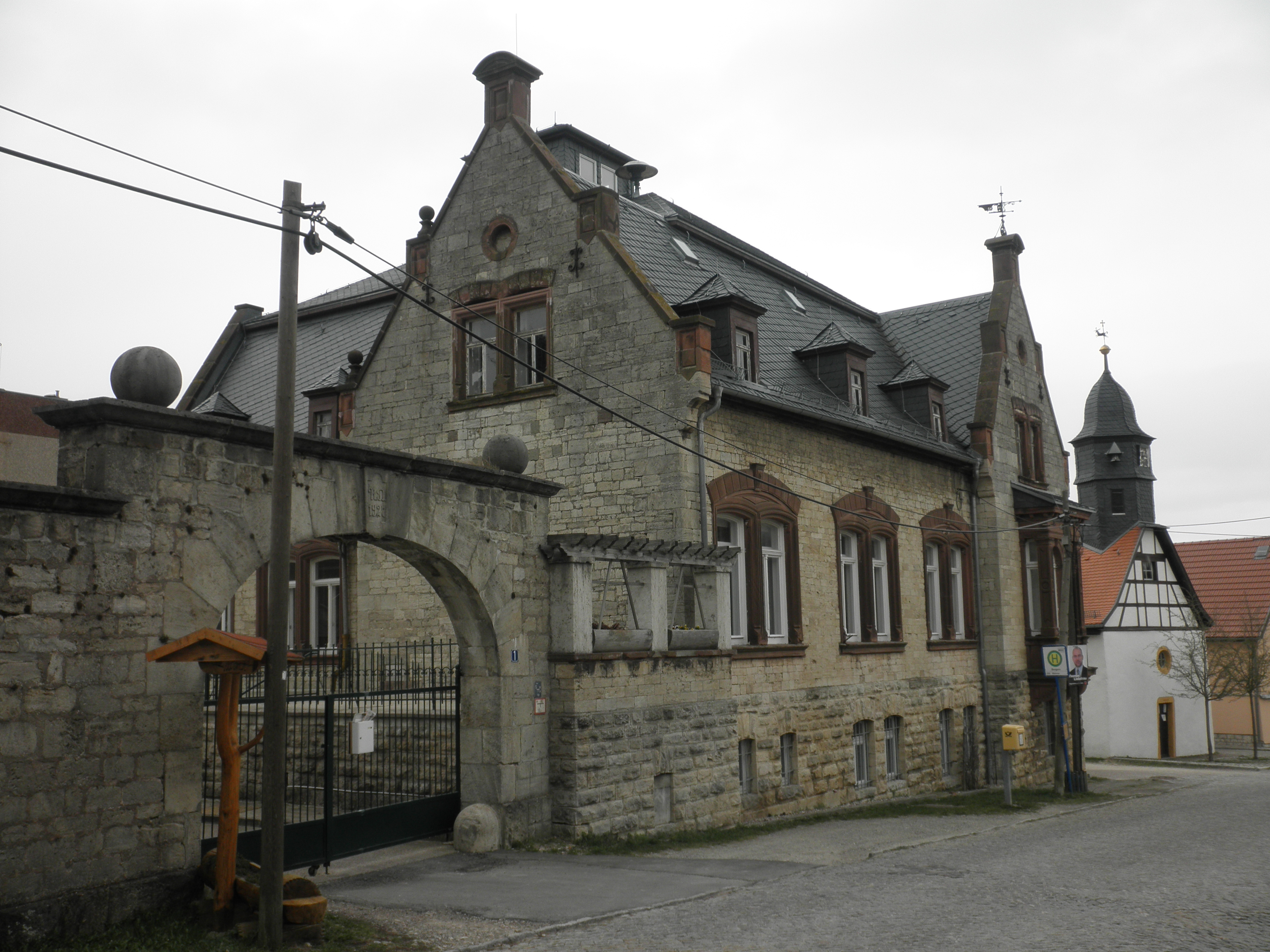
Früheres Rittergut in Bergern

Die Einwohner lebten seit jeher von der Landwirtschaft, wobei neben dem Rittergut in geringem Umfang auch klein- und vereinzelt mittelbäuerlicher Besitz vorhanden war. Nach dem Zweiten Weltkrieg ging die Landwirtschaft den Weg der Zwangskollektivierung und fand nach der Wende 1990 neue Formen der Landbewirtschaftung. Das Jugendwaldheim war einst das Hauptgebäude des 1945 entschädigungslos enteigneten Rittergutes, in dem Erzieherinnen, später Forstarbeiter ausgebildet worden sind. Der Plattenbau aus den 1980er Jahren im Inneren der Anlage war Internat für ausländische Forstlehrlinge (Vietnamesen, Laoten). Heute dient es der Forstwirtschaft in Thüringen zur Weiterbildung.

## Persönlichkeiten
- Matt Lamb (* 7. April 1932 in Chicago; † 18. Februar 2012 ebenda), irisch-US-amerikanischer Maler und Friedensaktivist, kam 2007 nach Bergern und malte im Frühjahr 2008 die Dorfkirche dort aus.